# Nacionalni prirodoslovni muzej Tajvana
Nacionalni prirodoslovni muzej Tajvana (kineski: 國立自然科學博物館, pinyin: Guólì Zìrán Kēxué Bówùguǎn), poznat lokalno i kao Cobo Hall, je nacionalni prirodoslovni muzej u Sjevernom distriktu grada Taichunga na Tajvanu. Muzej pokriva 89.000 m² i sastoji se od šest dijelova: Svemirsko kazalište, Dvorana znanosti života, Dvorana ljudskih kultura, Dvorana općeg okoliša i Botanički vrt (4,5 ha). Muzeju pripadaju i 5 ha Edukativnog muzeja potresa 921 u Wufonsu (posvećen potresu Jiji iz 1999. god.), te 33 ha Ekološkog obrazovnog parka Fonghuanggu u Lugu i 2,6 ha Obrazovnog parka rasjeda Chelungpu u Chusanu.
Muzej je jedan od najposjećenijih muzeja na Tajvanu i 2018. god., s 2.963.857 posjetitelja bio je 2., a ispred njega bio je samo Nacionalni muzej palače u Taipeiju. Zapravo, muzej je glavno znanstveno-obrazovno središte s preko pola milijuna školaraca koji ga posjete svake godine.
Sektor za istraživanje i zbirku muzeja podijeljen je na odjele za zoologiju, botaniku, geologiju i antropologiju

## Povijest
God. 1980. vlada Tajvana je objavila da planira graditi muzej. Na dan Nove godine 1986. otvorena je prva faza muzeja koja se sastojala od znanstvenog centra, svemirskog teatra, administrativnih ureda i vanjskih terena. Arhitekt i prosvjetni radnik Han Pao-teh imenovan je prvim ravnateljem muzeja 1987., i tu dužnost je obavljao do 1995. godine. Bio je uključen u pomaganje u postavljanju muzeja i prije toga, još od 1981. god. 
Druga je faza izgradnje dovršena u kolovozu 1988., a treća i četvrta faza dovršeni su u kolovozu 1993. Godine 1999. broj primjeraka u muzeju porastao je na 551.705. Sadašnji ravnatelj je Wei-Hsin Sun (孫維新).

## Kolekcija
Muzejska zbirka je podijeljena u šest dvorana sa stalnim postavkama: Svemirsko kazalište, Dvorana znanosti života, Dvorana ljudskih kultura, Dvorana općeg okoliša i Botanički vrt, te pripadajućim dijelovima kao što su: Edukativni muzej potresa 921 u Wufonsu, Ekološki obrazovni park Fonghuanggu u Lugu i Obrazovni park rasjeda Chelungpu u Chusanu.
Najslavniji izlošci u muzeju su kostur dinosaura Palaeoloxodona, koji se nalazi u središtu Dvorane znanosti života, Nebeski toranj na vodeni pogon na ulazu u Dvoranu ljudskih kultura, Divovska lignja na prvom katu Dvorane općeg okoliša i digitalni arhiv i interaktivni obrazovni centar u haustoru Dvorane znanosti života.
- Kostur Palaeoloxodona
- Kostur Daxiatitana
- Kostur Huanghetitana
- Divovska lignja iz Sao Paula
- Izložak servala
- Paiwanska kuća od kamena
- Maske iz Papua Nove Gvineje
- Nebeski toranj na vodeni pogon
- Armilarna sfera
- Obnovljena Palača Wanfu iz grada Kaohsiunga koja je srušena 1987. god.
- Model drevnih kineskih „Kola koja pokazuju jug” iz 3. st.
- Figura Zhù Shēng Niángniánga
- Park očuvanja rasjeda Chelongpu
- Unutrašnjost muzeja potresa 921
- Unutrašnjost Botaničkog vrta NMNS-a

## Vanjske poveznice
|  | Zajednički poslužitelj ima još gradiva o temi Nacionalni prirodoslovni muzej Tajvana |

- National Museum of Natural Science: službene stranice (engl.)

24°09′27″N 120°39′59″E / 24.15750°N 120.66639°E